# Pheidole templaria
Pheidole templaria är en myrart som beskrevs av Auguste-Henri Forel 1902. Pheidole templaria ingår i släktet Pheidole och familjen myror.

## Underarter
Arten delas in i följande underarter:
- P. t. euscrobata
- P. t. templaria